# Alibek Davronov
Alibek Davronov (Qarshi, 28 de diciembre de 2002) es un futbolista uzbeko que juega en la demarcación de defensa para el FC Nasaf de la Super Liga de Uzbekistán.

## Selección nacional
Tras jugar en las categorías inferiores de la selección, finalmente el 20 de noviembre de 2022 hizo su debut con la selección de Uzbekistán en un partido amistoso contra Rusia que finalizó con un resultado de empate a cero.

## Clubes
| Club     | País       | Año   | Partidos | Goles |
| -------- | ---------- | ----- | -------- | ----- |
| FC Nasaf | Uzbekistán | 2021- | 84       | 8     |